# Lena Live Tour
La primera gira de Lena, donde nos presenta con su nuevo disco Good News como primer sencillo "Taken by a stranger". Y también promociona su primer álbum ya que de este no hizo gira .
My Cassette Player

## Repertorio
1. Not Following
2. You Can´t Stop
3. Love Me
4. At All
5. What Happened to Me
6. Mr. Curiosity
7. Maybe
8. A Million and One
9. That Again
10. My Cassete Player
11. Bee
12. Push Forward
13. Good News
14. Drop It Like It´s Hot
15. I Like to Bag My Head
16. Mama Told Me
17. Taken By a Stronger
18. My Same
19. Satellite
20. New Shoes
21. Touch a New Day
22. I Like You

## Fechas
| Europa              |           |          |                                |
| 24 de marzo de 2011 | Berlín    | Alemania | Messe Berlin                   |
| 13 de abril de 2011 | Berlín    | Alemania | Mercedes-Benz Arena (Berlín)   |
| 14 de abril de 2011 | Hanover   | Alemania | Tui Arena                      |
| 15 de abril de 2011 | Frankfurt | Alemania | Festhalle Frankufurt           |
| 19 de abril de 2011 | Dortmund  | Alemania | Westfalenhalle                 |
| 20 de abril de 2011 | Hamburg   | Alemania | Barclaycard Arena (Hamburgo)   |
| 21 de abril de 2011 | Leipzig   | Alemania | Red Bull Arena                 |
| 27 de abril de 2011 | Múnich    | Alemania | Olympiahalle                   |
| 28 de abril de 2011 | Stuttgart | Alemania | Pabellón Hanns Martin Schleyer |
| 29 de abril de 2011 | Cologne   | Alemania | Lanxess Arena                  |
| 8 de mayo de 2011   | Nantes    | Francia  | Le Pannonica                   |
| 5 de junio de 2011  | Berlín    | Alemania | Unknow                         |

- Datos: Q27961229